# Enrique Facussé
Enrique Roberto Facussé Hasbum (Tegucigalpa, Honduras, 30 de diciembre de 1998), más conocido como Enrique Facussé, es un jugador profesional hondureño de fútbol que se desempeña en la posición de guardameta en Internacional Fútbol Club de Palmira, equipo perteneciente a la liga Categoría Primera B.

## Carrera
En 2022, Facussé se unió al equipo Fútbol Club Motagua (2022-2024), después pasó a Internacional Fútbol Club de Palmira. También es parte de la Selección de fútbol de Honduras.